# Who’s next? turné
A Who's next? Tour Mike Oldfield 1982. április 8-ától december 6-áig tartó turnéja. Ezen a koncertkörúton koncerteztek először Észak-Amerikában, Ausztráliában és Japánban. Számos hangfelvétel maradt fenn, de kevés a jó minőségű.

## Közreműködők
- Mike Oldfield – elektromos gitár, basszusgitár, billentyűsök, mandolin, ének
- Pierre Moerlen – dob, ütőhangszerek
- Morris Pert – dob, ütőhangszerek
- Rick Fenn – basszusgitár, elektromos gitár (ősztől)
- Tim Renwick – basszusgitár, elektromos gitár
- Tim Cross – billentyűsök
- Maggie Reilly – ének]
- Devra Robitaille – billentyűsök, elektromos gitár, ének
- Virginia Clee – billentyűsök, elektromos gitár, ének

## Dalok
1. Tubular Bells, Part 1
2. In High Places
3. Etude/Recuerdos De La Alhambra
4. Sheba
5. Mirage
6. Conflict
7. Ommadawn, Part 1
8. Excerpt from Incantations, Part 4
9. Excerpt from Hergest Ridge, Part 2
10. Taurus 2
11. Five Miles Out
12. Mount Teide
13. Guilty
14. Portsmouth
15. The Sailor´s Hornpipe
16. Family Man
17. Orabidoo
18. Platinum, Part 1
19. Platinum, Part 2
20. Tubular Bells, Part 2

## Koncertek
1982. április 8. – New York (My Father´s Place)
1982. április 10. – Ottawa (National Arts Centre)
1982. április 11. – Toronto (Ryerson Polytechnical Institute)
1982. április 11. – Toronto (Ryerson Polytechnical Institute) - 2. Auftritt
1982. április 13. – Montreal (Place des Arts)
1982. április 14. – Quebec (Palais Montcalm)
1982. április 16. – Philadelphia (Tower Theatre)
1982. április 17. – Boston (Berkeley Performance Arts Centre)
1982. április 18. – New York (The Ritz)
1982. április 21. – Chicago (Park West)
1982. április 25. – Vancouver (Orpheum)
1982. április 28. – Santa Monica (Civic Auditorium)
1982. április 30. – San Francisco (Warfield Theatre)
1982. május 6. – Dunedin (Town Hall)
1982. május 7. – Christchurch (Town Hall)
1982. május 9. – Wellington (St. James Theatre)
1982. május 10. – Auckland (Town Hall)
1982. május 10. – Auckland (Town Hall) - 2. Auftritt
1982. május 13. – Brisbane (Festival Centre)
1982. május 15. – Melbourne (Palais Theatre)
1982. május 16. – Melbourne (Palais Theatre)
1982. május 18. – Adelaide (Thebarton Town Hall)
1982. május 20. – Sydney (Capitol Theatre)
1982. május 21. – Sydney (Capitol Theatre)
1982. május 22. – Sydney (Capitol Theatre)
1982. május 26. – Tokio (Shibuyo Kokaido)
1982. július 3. – Roskilde (Open Air)
1982. szeptember 8. – Manchester (Apollo)
1982. szeptember 9. – Edinburgh (Usher Hall)
1982. szeptember 10. – Sheffield (City Hall)
1982. szeptember 11. – Newcastle (City Hall)
1982. szeptember 12. – Birmingham (Odeon)
1982. szeptember 14. – Portsmouth (Guildhall)
1982. szeptember 15. – Oxford (New Theatre)
1982. szeptember 16. – London (Hammersmith Odeon)
1982. szeptember 20. – Oslo (Drammenshallen)
1982. szeptember 22. – Helsinki (Jähalli)
1982. szeptember 23. – Stockholm (Konserthuset)
1982. szeptember 25. – Göteborg (Scandinavium)
1982. szeptember 26. – Kopenhagen (Falkoner)
1982. szeptember 27. – Aalborg (Aalborhallen)
1982. szeptember 28. – Lund (Olympen)
1982. szeptember 29. – Arhus (Risskovhallen)
1982. szeptember 30. – Kiel (Ostseehalle)
1982. október 1. – Berlin (Deutschlandhalle)
1982. október 2. – Hamburg (CCH)
1982. október 3. – Hamburg (CCH)
1982. október 4. – Bremen (Stadthalle)
1982. október 6. – Hannover (Eilenriedehalle)
1982. október 7. – Münster (Halle Münsterland)
1982. október 8. – Essen (Grugahalle)
1982. október 9. – Essen (Grugahalle)
1982. október 10. – Kassel (Eissporthalle)
1982. október 11. – Saarbrücken (Saarlandhalle)
1982. október 12. – Karlsruhe (Schwarzwaldhalle)
1982. október 13. – Heidelberg (Rhein-Neckar-Halle)
1982. október 14. – Köln (Sporthalle)
1982. október 15. – Rüsselsheim (Walter-Köbel-Halle)
1982. október 16. – Rüsselsheim (Walter-Köbel-Halle)
1982. október 17. – Würzburg (Carl-Diem-Halle)
1982. október 18. – Nürnberg (Hemmerleinhalle)
1982. október 19. – Nürnberg (Hemmerleinhalle)
1982. október 20. – Böblingen (Sporthalle)
1982. október 21. – Freiburg (Stadthalle)
1982. október 23. – Passau (Nibelungenhalle)
1982. október 24. – München (Olympiahalle)
1982. október 25. – Ulm (Donauhalle)
1982. október 26. – Friedrichshafen (IBO-Messehallen)
1982. október 27. – Augsburg (Sporthalle)
1982. október 28. – Hof (Freiheitshalle)
1982. október 29. – Offenburg (Ortenauhalle)
1982. október 31. – Hannover (Eilenriedehalle)
1982. november 2. – Köln (Sporthalle)
1982. november 5. – Offenburg (Ortenauhalle)
1982. november 6. – Innsbruck (Olympiahalle)
1982. november 7. – Linz (Stadthalle)
1982. november 8. – Wien (Stadthalle)
1982. november 9. – Zürich (Hallenstadion)
1982. november 10. – Mülhausen (Palais des Sports)
1982. november 11. – Straßburg (Hall de Rhenus)
1982. november 13. – Paris (Palais Omnisport)
1982. november 14. – Dijon (Forum)
1982. november 15. – Nancy (Le Terminal Export)
1982. november 16. – Utrecht (Vredenburg)
1982. november 18. – Caen (Zenith)
1982. november 19. – Rennes (Theatre de l´Oiseau Fou)
1982. november 20. – Quimper (Salle Omnisport)
1982. november 21. – Nantes (Le Beaujoire)
1982. november 22. – Poitiers (Les Arenes)
1982. november 23. – Clermont-Ferrand (Palais des Sports)
1982. november 24. – Toulouse (Complexe Compans Casarelli)
1982. november 26. – San Sebastian (Velodromo de Anoeta)
1982. november 27. – Madrid (Palacio de Los Portos)
1982. november 28. – Barcelona (Plaza Espana)
1982. november 29. – Montpellier (Le Zenith)
1982. november 30. – Lyon (Palais d´Hiver)
1982. december 2. – Rouen (Zenith de Rouen)
1982. december 3. – Lille (Espace)
1982. december 4. – Brüsszel (Forest National)
1982. december 5. – Luxemburg (Centre Sportif)
1982. december 6. – Köln (Sporthalle)